# Glamour (estetica)

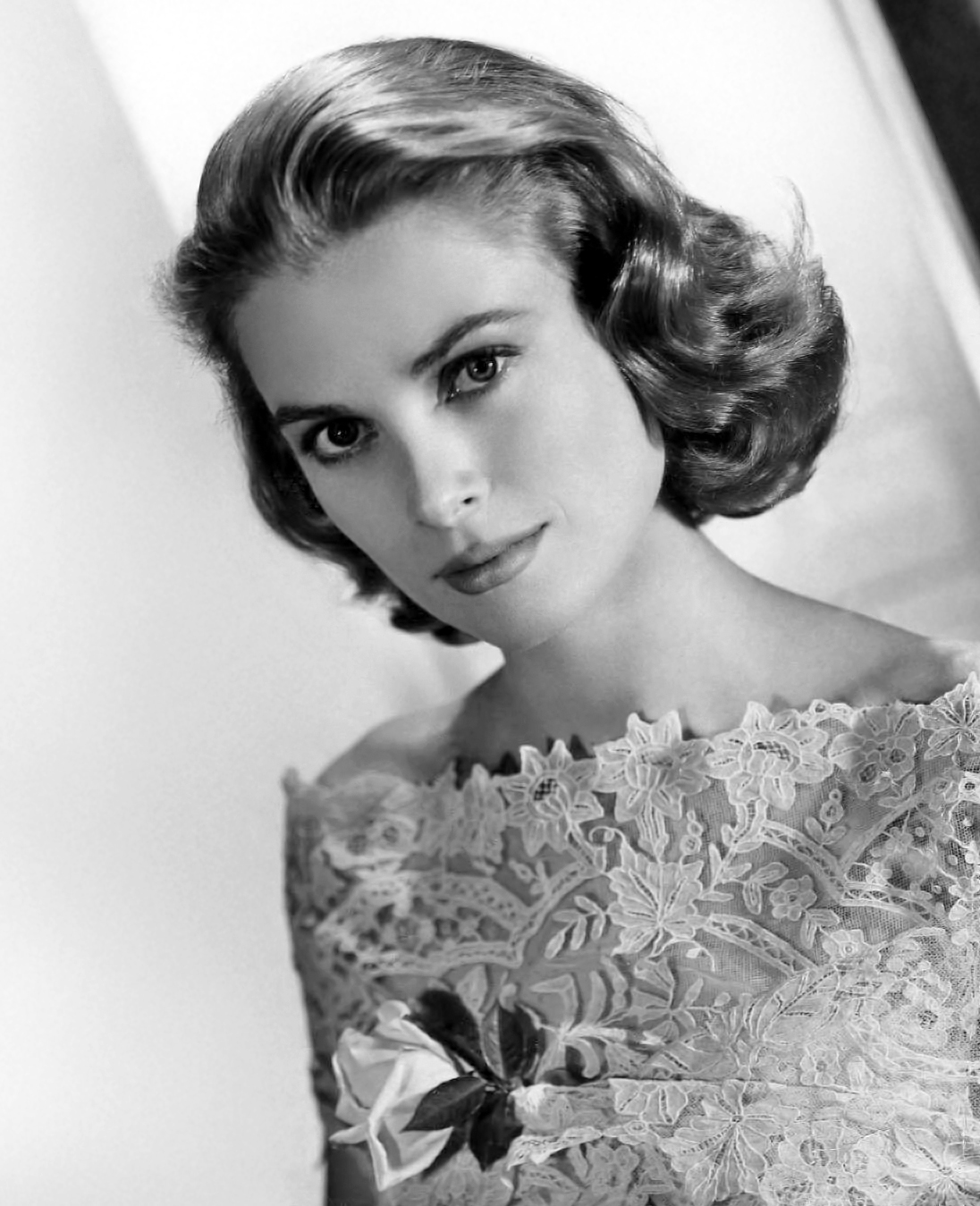
Grace Kelly, considerata un'icona glamour

Il glamour, spesso abbreviato in glam, indica un soggetto, spesso femminile, che è al contempo affascinante, sensuale, seducente, aggraziato ed elegante.

## Etimologia e storia
Il termine deriva da grammar ("grammatica"), lemma un tempo utilizzato per indicare i saggi che praticavano le arti magiche e occulte nei territori anglosassoni. Originariamente il termine glamour si riferiva a un incantesimo magico o occulto che, influenzando la percezione visiva di una persona, mostra gli oggetti percepiti molto più belli e attraenti di come appaiono nella vita reale.
All'inizio dell'Ottocento, quando la parola venne portata alla ribalta da Sir Walter Scott, essa iniziò ad essere usata dai romantici per descrivere delle atmosfere fatate e misteriose. Nello stesso periodo, il termine indicava l'illusione di bellezza ed eleganza esercitata dal mondo dello spettacolo. Durante il ventesimo secolo, "glamour" divenne più semplicemente sinonimo di attraenza e avvenenza.
La parola "glamour" viene spesso usata nella moda per designare una donna che indossa abiti capaci di esaltarne l'aspetto fisico, la sensualità, e l'eleganza indipendentemente dal valore di mercato dei capi di abbigliamento usati.